# Терновская узкоколейная железная дорога

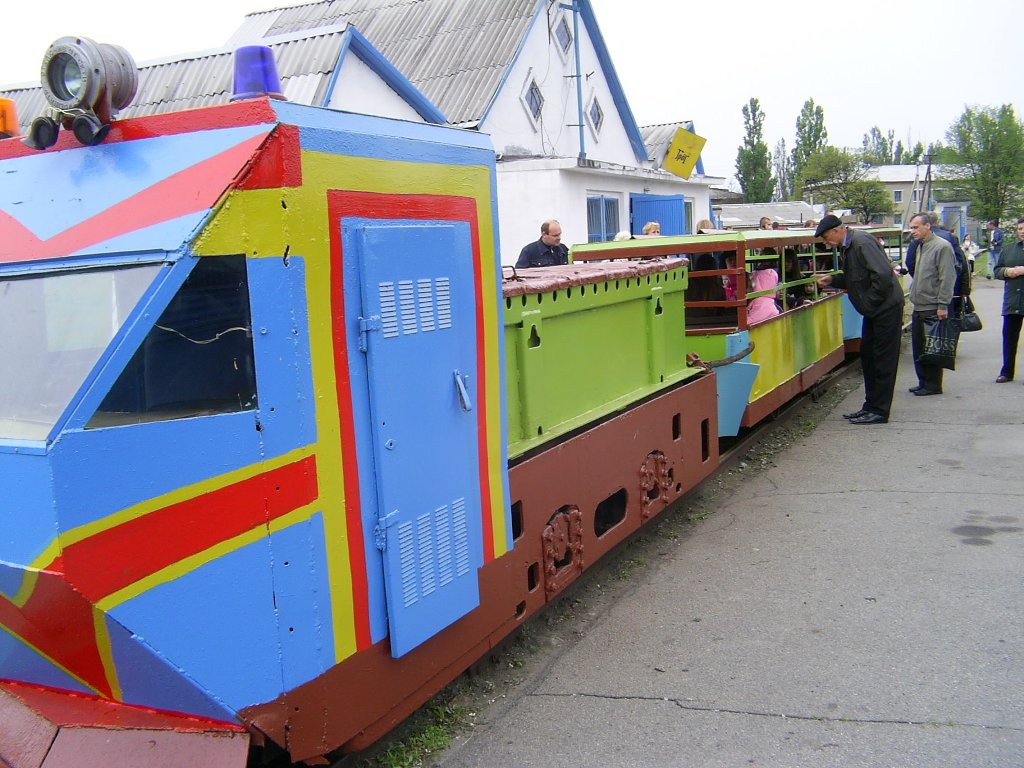
Шахтный электровоз АМ-8Д с двумя вагонами

Терновская узкоколейная железная дорога  — «прогулочная» узкоколейная железная дорога, работавшая в городе Терновка с 1988 по 2012 год. Охватывала внутренним кольцом парк культуры и отдыха им. 80-летия Днепропетровщины. На узкоколейной железной дороге была одна станция и железнодорожное депо. Дорога была разобрана в 2012 за неимением средств поддержания в рабочем состоянии.

## История
Ориентировочная дата начала строительства «развлекательной» узкоколейной железной дороги — конец 1980-х годов. В Терновке шло строительство детского парка, деньги на данный объект были выделены тремя шахтами. Первоначально узкоколейная железная дорога находилась на балансе шахты «Терновская».

## Инфраструктура
Кольцевой путь был проложен по периметру парка. Его протяжённость оценивается в 2 км. Ширина колеи — 900 мм.
Единственная станция находилась по ул. проулок Парковый и имела одноэтажный вокзал.

## Подвижной состав
Шахтный аккумуляторный электровоз АМ-8Д был переделан и передан к открытию железной дороги шахтой Западно-Донбасской. Вагоны были сделаны на заказ.

## Современность
Летом 2011 года горсовет списал узкоколейку. Дорога была разобрана в 2012 за неимением средств на поддержание ее в рабочем состоянии. Рельсы были переданы в собственность ЧАО «ДТЭК Павлоградуголь» как и электровоз.

## Галерея

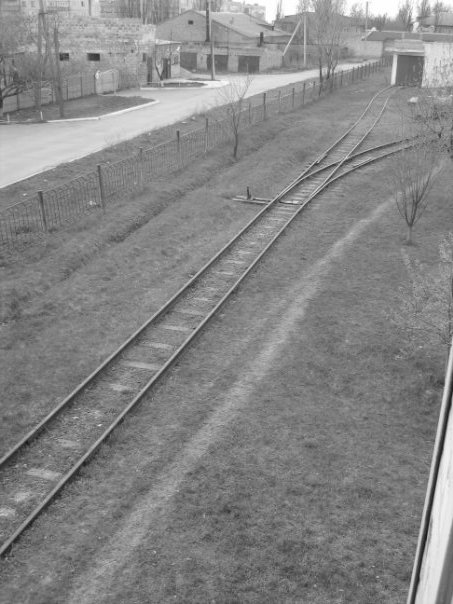
Железнодорожное депо узкоколейки в г. Терновка
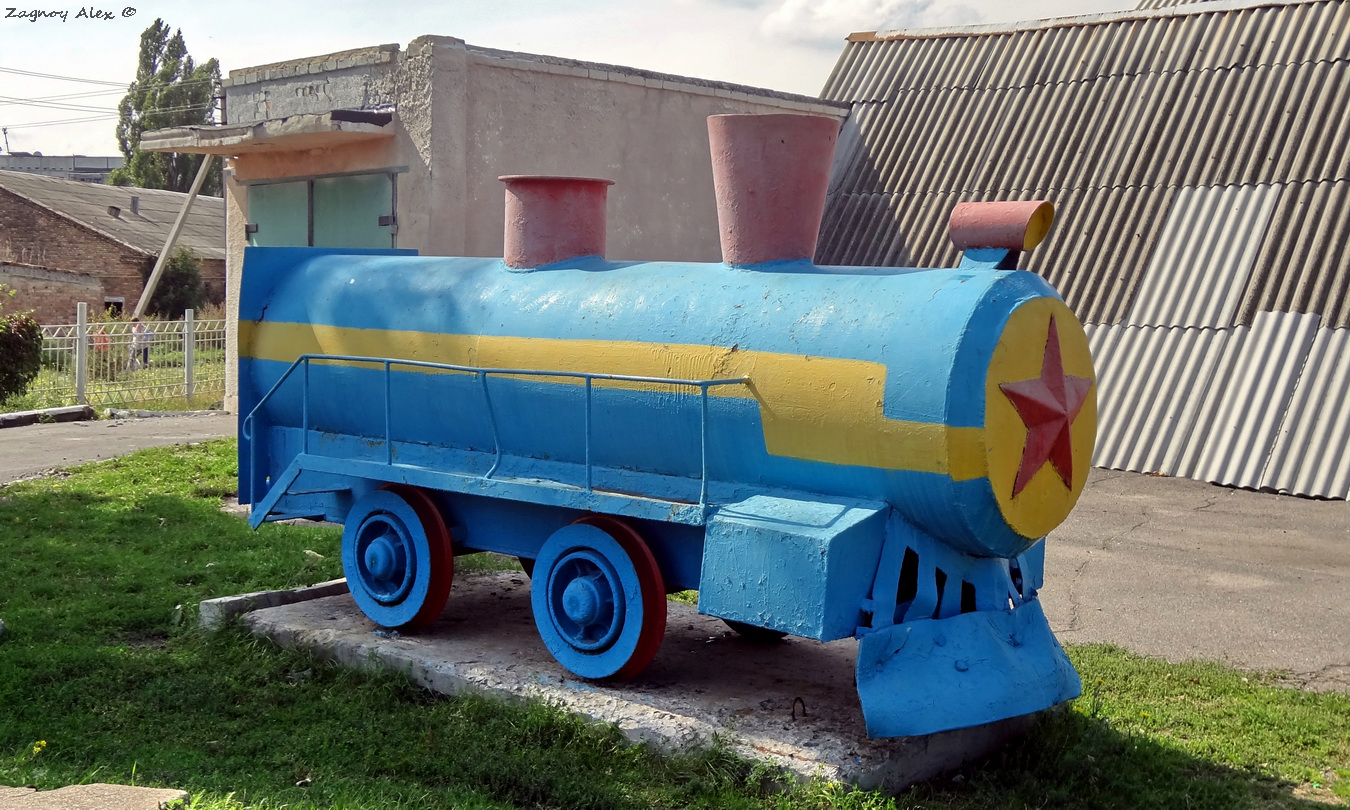
Памятник детскому паровозу в парке им. 80-летия Днепропетровской области